# Bob Huke
Bob Huke, auch Robert Huke (* 31. Mai 1920 als Nigel Cedric Huke in London; † Dezember 2002 in Surrey) war ein britischer Kameramann.

## Leben
Nigel Cedric „Bob“ Huke begann seine Filmlaufbahn 1937 als dritter Kameraassistent, im Jahr darauf stieg er zum zweiten Kameraassistenten auf. In den letzten beiden Friedensjahren war er in dieser Funktion unter der Regie von Anthony Asquith unter anderem an dessen Inszenierungen Der Roman eines Blumenmädchens (1938) und French Without Tears (1939) beteiligt. Bei Kriegsausbruch 1939 wurde Huke zur Royal Navy eingezogen und blieb dort vier Jahre, als er infolge Invalidität aus dem Kriegsdienst entlassen wurde. Noch im selben Jahr (1943) kehrte Huke als erster Kameraassistent zum Film zurück. 1945 rückte er zum einfachen Kameramann auf und fotografierte in dieser Funktion eine Reihe von ambitionierten Literaturverfilmungen, darunter Geheimnisvolle Erbschaft (1946 unter der fotografischen Leitung von Guy Green) und Uncle Silas (1947 unter der von Robert Krasker). Von 1950 bis 1957 hielt sich Robert Huke in Brasilien auf, wo er für die Filmgesellschaft Vera Cruz, mal als Bob Huke, mal als Nigel Huke, ein Dutzend Filme (auch Dokumentationen) als Chefkameramann fotografierte. Einer von ihnen, A estrada, gewann einen Kamerapreis.
Nach einem Abstecher nach Finnland Ende desselben Jahrzehnts, kehrte Huke wieder nach in England zurück. Dort begann er ab 1961 regelmäßig als Chefkameramann überwiegend minder bedeutender Unterhaltungsfilme zu arbeiten. Bei ambitionierten Großproduktionen wie dem James-Bond-Abenteuer Man lebt nur zweimal, den Kriegsfilm Luftschlacht um England oder David Leans epischem Irlanddrama Ryans Tochter ließ man Huke lediglich das Second-Unit-Kamerateam leiten. In den angebotsärmeren Zeiten fotografierte Huke (von 1970 bis 1974) auch eine größere Anzahl an Werbefilmen.
1980 ging Bob Huke nach Hongkong und arbeitete fortan für die Consultant Cinematographers Company der Shaw Brothers. Bei dem unter anderem in Hongkong entstandenen Madonna-Film Shanghai Surprise fungierte er 1986 erneut als Second-Unit-Kameramann. Gegen Ende des Jahrzehnts stellte er seine beruflichen Tätigkeiten weitgehend ein. Seine letzte nachweisbare Tätigkeit war 1992 die eines Second-Unit-Regisseurs und einfachen Kameramanns bei dem international produzierten Fernsehfilm ...und griffen nach den Sternen.
Huke war 1976 und 1979 Erster bzw. Zweiter Vizepräsident der British Society of Cinematographers. Von 1979 bis 1980 stand er als Präsident dieser Standesorganisation britischer Kameraleute vor.

## Filmografie
als Chefkameramann bei Kinospielfilmen, wenn nicht anders angegeben
- 1952: Sai da frente
- 1952: Nadanda em dinheiro
- 1953: Luz apagada (auch Schauspieler)
- 1954: São Paulo em Festa (Dokumentarfilm)
- 1956: A estrada
- 1959: Virtaset ja Lahtiset
- 1961: Reach for the Sky
- 1962: Ein Toter sucht seinen Mörder (The Brain)
- 1962: Wir alle sind verdammt (The War Lover)
- 1962: The Very Edge
- 1963: Todestrommeln am großen Fluß (Death Drums Along the River)
- 1964: Halt die Tasten heiß (Ballad in Blue)
- 1966: James Bond 007 – Man lebt nur zweimal (You Only Live Twice) (Second-Unit-Kamera)
- 1968: Luftschlacht um England (Battle of Britain) (Second-Unit-Kamera)
- 1969: Die Jungfrau und der Zigeuner (The Virgin and the Gypsy)
- 1970: Ryans Tochter (Ryan’s Daughter) (Second-Unit-Kamera)
- 1971: Under Milk Wood
- 1973: The Lovers! (auch Schauspieler)
- 1975: Die Schande des Regiments (Conduct Unbecoming)
- 1979: Porridge
- 1979: Saturn-City (Second-Unit-Kamera)
- 1982: Shen tan guang tou mei
- 1983: Nam yi nui
- 1986 Shanghai Surprise (Second-Unit-Kamera)
- 1986: Guo fu Sun Zhong Shan yu kai guo ying xiong
- 1988: Ai qing mi yu